# Rue de l'Estrapade
Rue de l'Estrapade è una via del V arrondissement di Parigi, situata all'incrocio tra i quartieri di Val-de-Grâce e della Sorbonne.

## Storia
La via segue il percorso storico della cinta di Filippo Augusto. Deve il suo nome al sistema di tortura noto come tratto di corda (in francese appunto estrapade), inflitto ai soldati colpevoli di diserzione. Tale supplizio consisteva nel legare le loro mani dietro la schiena, sollevarle su un palo e liberarle. A Parigi, era la vicina Place de l'Estrapade il luogo in cui veniva attuata la sentenza, che in particolare divenne molto utilizzata contro i protestanti durante le loro persecuzioni.
Questa strada conserva molti edifici costruiti nei secoli XVI e XVII, le cui facciate hanno subito spesso un'opera di rinnovo nel contesto della trasformazione di Parigi sotto il Secondo Impero del 1855.

## Edifici notevoli
- Denis Diderot viveva al numero 3 di questa via al tempo in cui scriveva l'Encyclopédie. Fu qui che venne arrestato alla fine del luglio 1749, in seguito alla pubblicazione della sua Lettera sui ciechi ad uso di coloro che vedono.
- L'editore Bernard Grasset (1881-1955) visse al numero 7 durante la seconda guerra mondiale.
- La villa al numero 9 viene classificata come monumento storico. Si tratta di un'antica torrefazione che porta ancora il suo antico marchio Brûlerie Saint-Jacques. Tale edificio è dotato di un cortile provvisto di pozzo.
- Paul-Louis Courier viveva al numero 11.
- Esprit Jouffret (1837-1904), matematico e militare, morì al numero 20.
- Charles Péguy visse al n. 21 della via, così come Louis Pergaud, autore de La guerra dei bottoni.
- Una delle cinque fontane Wallace del V arrondissement si trova all'incrocio con rue Thouin, sulla Place Emmanuel-Levinas.

## La rue de l'Estrapade nella cultura
La rue de l'Estrapade viene descritta da Honoré de Balzac nel suo romanzo La pelle di zigrino (1831). La via dà inoltre il proprio nome al film Rue de l'Estrapade di Jacques Becker (1953).